# Eremoleon macer
Eremoleon macer is een insect uit de familie van de mierenleeuwen (Myrmeleontidae), die tot de orde netvleugeligen (Neuroptera) behoort. 
Eremoleon macer is voor het eerst wetenschappelijk beschreven door Hagen in 1861.